# 麥克維爾 (印第安納州)
麥克維爾（英語：McVille）是位於美國印地安納州格林縣的一個非建制地區。該地的面積和人口皆未知。